# Mount Darbyshire
Mount Darbyshire är ett berg i Antarktis. Det ligger i Östantarktis. Australien gör anspråk på området. Toppen på Mount Darbyshire är 2 099 meter över havet, eller 237 meter över den omgivande terrängen. Bredden vid basen är 2,1 km.
Terrängen runt Mount Darbyshire är varierad. Trakten är obefolkad. Det finns inga samhällen i närheten. 